# Cardea
Cardea era o zeiță romană, protectoare a căsniciilor, a vieții familiale si a casei. Numele ei provine de la cardo - balama.
Zeița Cardea nu este foarte cunoscută în prezent, însă a fost o parte importantă din religia romană. Ea avea propria sa poveste, fiind violată de zeul porților Ianus, eveniment descris de Ovidiu în poemul „Fasti”. Cardo era și strada principală a orașelor și lagărelor militare la romani, aliniată după punctele cardinale (nord și sud).